# Sachia Vickeryová
Sachia Vickeryová (* 11. května 1995 Miramar) je americká profesionální tenistka. Ve své dosavadní kariéře na okruhu WTA Tour nevyhrála žádný turnaj. V rámci okruhu ITF získala do července 2015 dva tituly ve dvouhře a jeden ve čtyřhře.
Na žebříčku WTA byla ve dvouhře nejvýše klasifikována v červenci 2018 na 73. místě a ve čtyřhře pak v srpnu 2019 na 225. místě. Trénuje ji Nabil Badek.
V americkém fedcupovém týmu neodehrála do roku 2016 žádné utkání.

## Soukromý život
Narodila se roku 1995 v jihofloridském Miramaru do rodiny bývalého profesionálního fotbalisty a Pauly Liverpoolové ghanského původu.
Připravuje se ve floridském Boca Raton. V minulosti trénovala také v pařížské tenisové akademii Mouratogloua, trenéra Sereny Williamsové.

## Tenisová kariéra
První ženský turnaj na okruhu ITF odehrála v roce 2009 v indianském Evansville, na kterém prošla kvalifikací do hlavní soutěže. V ní skončila v semifinále. Premiérovou událostí na okruhu WTA Tour se stala červencová kvalifikace Citi Open 2011, hraná ve Washingtonu, D.C., do níž obdržela divokou kartu. V prvním zápase prohrála se Slovinkou Petrou Rampreovou.
Debutový start v hlavní soutěži přišel o dva roky později na zářijovém US Open 2013, kde současně zažila premiéru v singlové soutěži grandslamu. V úvodním kole vyřadila chorvatskou kvalifikantku Mirjanu Lučićovou Baroniovou, aby poté podlehla další postoupivší kvalifikantce Julii Gluškové z Izraele.
Do čtvrtfinále premiérově pronikla na stanfordském Bank of the West Classic 2014 po zvládnuté kvalifikační fázi. Po výhrách nad Čang Šuaj a portorickou hráčkou Mónicou Puigovou skončila na raketě naturalizované Američanky Varvary Lepčenkové, když dokázala uhrát jediný game.
Mezi poslední osmičkou tenistek se také objevila na travnatém AEGON Open Nottingham 2015. Po vítězství nad turnajovou dvojkou Zarinou Dijasovou byla nad její síly 17letá chorvatská naděje a pozdější šampionka Ana Konjuhová. Wimbledon 2015 znamenal opuštění turnaje v prvním kole po porážce od ruské světové osmičky Jekatěriny Makarovové.

## Tituly na okruhu ITF
| $100,000 tournaments |
| $75,000 tournaments  |
| $50,000 tournaments  |
| $25,000 tournaments  |
| $15,000 tournaments  |
| $10,000 tournaments  |

### Dvouhra (3 tituly)
| č. | datum          | turnaj                    | povrch | poražená soupeřka        | výsledek      |
| -- | -------------- | ------------------------- | ------ | ------------------------ | ------------- |
| 1. | 18. ledna 2015 | Plantation, Spojené státy | antuka | Samantha Crawfordová     | 6–3, 6–1      |
| 2. | 26. ledna 2015 | Surprise, Spojené státy   | antuka | Sara Sorribesová Tormová | 6–2, 2–6, 6–3 |
| 3. | 1. října 2017  | Templeton, Spojené státy  | tvrdý  | Jamie Loebová            | 6–1, 6–2      |

### Čtyřhra (3 tituly)
| č. | datum             | turnaj                    | povrch | spoluhráčka          | poražené soupeřky                    | výsledek         |
| -- | ----------------- | ------------------------- | ------ | -------------------- | ------------------------------------ | ---------------- |
| 1. | 24. února 2013    | Surprise Spojené státy    | tvrdý  | Samantha Crawfordová | Emily J. Harmanová Sü I-fan          | 3–6 6–3 [7–10]   |
| 2. | 21. července 2019 | Berkeley, Spojené státy   | tvrdý  | Madison Brengleová   | Francesca Di Lorenzová Katie Swanová | 6–3, 7–5         |
| 3. | 3. července 2022  | Charleston, Spojené státy | antuka | Alycia Parksová      | Marcela Zacaríasová Tímea Babosová   | 6–4, 5–7, [10–5] |